# UCI World Ranking
El UCI World Ranking – individual y por naciones – es un sistema de puntos utilizado por la UCI para clasificar a los ciclistas a partir del año 2016, se considera los resultados obtenidos en todos los eventos del calendario (UCI WorldTour, Circuitos Continentales UCI, Mundiales de Ciclismo en Ruta, Juegos Olímpicos, Campeonatos nacionales y continentales) a lo largo de las 52 semanas previas, que van actualizándose.

## Historia
A partir del año 1984 se creó el Ranking UCI con el término de ranking FICP. Se trataba de una clasificación anual que tan solo se mostraba con la finalización de la temporada ciclista.
Este sistema de puntuación se mantuvo como único ranking hasta el año 2000 cuando la creación del UCI ProTour (y sus siguientes denominaciones UCI WorldTour) y de los Circuitos Continentales UCI, el sistema pasó a un nivel inferior hasta que en el año 2005 esta clasificación desapareció hasta 2016 que se volvió a recuperar.
A partir de la temporada 2016, tras un periodo de consultas y debate interno, se volvió a elaborar un ranking conjunto de todas las competiciones (UCI WorldTour y Circuitos Continentales UCI) en el llamado UCI World Ranking. Para este nuevo sistema se tienen en cuenta los resultados de las últimas 52 semanas de acuerdo con el sistema "rolling" mismo sistema que el Ranking ATP y Ranking WTA de tenis. Este nuevo ranking intenta reflejar todas las actuaciones deportivas de los corredores, y no simplemente las de un circuito específico.
Mientras que en 2016 coexistieron dos escalas diferentes para calcular el UCI World Ranking y el UCI WorldTour, a partir del año 2017 solo aplicaba la escala UCI World Ranking para todos los ciclistas asociados a la UCI, incluidos aquellos que no son parte de un equipo UCI WorldTeam. Además, el UCI WorldTour por naciones fue dejado de lado para implementar el UCI World Ranking por naciones, que premiaba al mejor país sobre la base de todos los resultados del calendario internacional. Con esta modificación, la UCI espera mejores prestaciones de todos los miembros de cada equipo y no solo de unos pocos.
Finalmente, desde el año 2019 la UCI anunció una reforma en la organización del ranking del ciclismo en ruta, donde el ranking UCI WorldTour desapareció y desde entonces solo aplica el Ranking Mundial (UCI World Ranking) para todas las carreras del ciclismo en ruta masculino.

## Sistema de clasificación
En la actualidad, el sistema de clasificación UCI World Ranking individual asigna puntos a los primeros 60 ciclistas que al final de una carrera o etapa lleguen a la meta, estas unidades de puntos aplica para el UCI World Ranking, diferencia notable de los 20 que eran premiados hasta el 2016.
Para la clasificación UCI World Ranking por equipos se hace la sumatoria de todos los puntos de todos los integrantes de un equipo ciclista, mientras que hasta el 2016, solo contaban los primeros cinco.
| Ranking                        | Resumen |
| ------------------------------ | --- |
| UCI World Ranking Individual   | Este sistema de clasificación se calcula sobre las 52 semanas de competición, las clasificaciones se actualizan cada lunes. El ranking al final del año calendario se utilizará para otorgar un ganador anual. A diferencia de los sistemas de clasificación anteriores, esta clasificación mundial incluirá a todos los ciclistas masculinos incluyendo hasta los ciclistas Sub-23. Los puntos serán otorgados en todas las carreras desde el nivel UCI WorldTour hasta las carreras 1.2 y 2.2.                                                |
| UCI World Ranking por equipos  | Esto se basa en la sumatoria de todos los puntos obtenidos por todos los integrantes de un equipo, contribuyendo a una clasificación general por equipos que se premia a final de año. |
| UCI World Ranking por naciones | Esto se basa en el ranking continental, los ocho mejores ciclistas contribuyen a su clasificación general de las naciones. |
| UCI WorldTour Ranking          | Este ranking UCI WorldTour desapareció desde el año 2019, y comprendía una clasificación de ciclistas, equipos y naciones que participaban en los eventos UCI WorldTour. Solo los ciclistas que formaban parte de un equipo UCI WorldTeam obtenían puntos en las carreras UCI WorldTour y sumaban para el ranking. |
| Continental Ranking            | Esto es un subconjuntos de clasificaciones de los Circuitos Continentales UCI que se componen de puntos conseguidos en carreras que no son del World Tour (es decir, UCI Europe Tour, UCI Asia Tour, UCI Africa Tour, UCI America Tour, UCI Oceania Tour) para todos los ciclistas, equipos y naciones. Esto permitirá, por tanto, que un corredor aparezca en más de un ranking, por ejemplo, un ciclista que ganó una carrera en Europa y una etapa en América acumularía puntos para los rankings del UCI Europe Tour y el UCI America Tour. |

## Baremo de puntuación
La siguiente tabla resume las nuevas clasificaciones, cómo se marcan puntos hacia ellos y cómo se escalan los puntos. Para obtener información más detallada, consulte las resoluciones oficiales al final de este artículo.

### Individual
|       | UCI WorldTour   | UCI WorldTour                  | UCI WorldTour   | UCI WorldTour   | Circuitos Continentales UCI | Circuitos Continentales UCI | Circuitos Continentales UCI | Circuitos Continentales UCI | Circuitos Continentales UCI | Circuitos Continentales UCI |
| Pos.  | Tour de Francia | Giro de Italia Vuelta a España | Eventos mayores | Eventos menores | UCI ProSeries               | 1.1 2.1                     | 1.2 2.2                     | 1.2U 2.2U                   | Ncup                        | Ncup Tour de l'Avenir       |
| 1     | 1000            | 850                            | 500             | 400             | 200                         | 125                         | 40                          | 30                          | 70                          | 140                         |
| 2     | 800             | 680                            | 400             | 320             | 150                         | 85                          | 30                          | 25                          | 55                          | 110                         |
| 3     | 675             | 575                            | 325             | 260             | 125                         | 70                          | 25                          | 20                          | 40                          | 80                          |
| 4     | 575             | 460                            | 275             | 220             | 100                         | 60                          | 20                          | 15                          | 30                          | 60                          |
| 5     | 475             | 380                            | 225             | 180             | 85                          | 50                          | 15                          | 10                          | 25                          | 50                          |
| 6     | 400             | 320                            | 175             | 140             | 70                          | 40                          | 10                          | 5                           | 20                          | 40                          |
| 7     | 325             | 260                            | 150             | 120             | 60                          | 35                          | 5                           | 3                           | 15                          | 30                          |
| 8     | 275             | 220                            | 125             | 100             | 50                          | 30                          | 3                           | 1                           | 10                          | 20                          |
| 9     | 225             | 180                            | 100             | 80              | 40                          | 25                          | 3                           | 1                           | 5                           | 10                          |
| 10    | 175             | 140                            | 85              | 68              | 35                          | 20                          | 3                           | 1                           | 3                           | 6                           |
| 11    | 150             | 120                            | 70              | 56              | 30                          | 15                          |                             |                             |                             | 3                           |
| 12    | 125             | 100                            | 60              | 48              | 25                          | 10                          |                             |                             |                             | 3                           |
| 13    | 105             | 84                             | 50              | 40              | 20                          | 5                           |                             |                             |                             | 3                           |
| 14    | 85              | 68                             | 40              | 32              | 15                          | 5                           |                             |                             |                             | 3                           |
| 15    | 75              | 60                             | 35              | 28              | 10                          | 5                           |                             |                             |                             | 3                           |
| 16    | 70              | 56                             | 30              | 24              | 5                           | 3                           |                             |                             |                             | 1                           |
| 17    | 65              | 52                             | 30              | 24              | 5                           | 3                           |                             |                             |                             | 1                           |
| 18    | 60              | 48                             | 30              | 24              | 5                           | 3                           |                             |                             |                             | 1                           |
| 19    | 55              | 44                             | 30              | 24              | 5                           | 3                           |                             |                             |                             | 1                           |
| 20    | 50              | 40                             | 30              | 24              | 5                           | 3                           |                             |                             |                             | 1                           |
| 21    | 40              | 32                             | 20              | 16              | 5                           | 3                           |                             |                             |                             |                             |
| 22    | 40              | 32                             | 20              | 16              | 5                           | 3                           |                             |                             |                             |                             |
| 23    | 40              | 32                             | 20              | 16              | 5                           | 3                           |                             |                             |                             |                             |
| 24    | 40              | 32                             | 20              | 16              | 5                           | 3                           |                             |                             |                             |                             |
| 25    | 40              | 32                             | 20              | 16              | 5                           | 3                           |                             |                             |                             |                             |
| 26    | 30              | 24                             | 20              | 16              | 5                           |                             |                             |                             |                             |                             |
| 27    | 30              | 24                             | 20              | 16              | 5                           |                             |                             |                             |                             |                             |
| 28    | 30              | 24                             | 20              | 16              | 5                           |                             |                             |                             |                             |                             |
| 29    | 30              | 24                             | 20              | 16              | 5                           |                             |                             |                             |                             |                             |
| 30    | 30              | 24                             | 20              | 16              | 5                           |                             |                             |                             |                             |                             |
| 31–40 | 25              | 20                             | 10              | 8               | 3                           |                             |                             |                             |                             |                             |
| 41–50 | 20              | 16                             | 10              | 8               |                             |                             |                             |                             |                             |                             |
| 51–55 | 15              | 12                             | 5               | 4               |                             |                             |                             |                             |                             |                             |
| 56–60 | 10              | 8                              | 3               | 2               |                             |                             |                             |                             |                             |                             |

Clasificación para prólogos y etapas
|      | UCI WorldTour   | UCI WorldTour                  | UCI WorldTour   | UCI WorldTour   | Circuitos Continentales UCI | Circuitos Continentales UCI | Circuitos Continentales UCI | Circuitos Continentales UCI | Circuitos Continentales UCI | Circuitos Continentales UCI |
| Pos. | Tour de Francia | Giro de Italia Vuelta a España | Eventos mayores | Eventos menores | UCI ProSeries               | 1.1 2.1                     | 1.2 2.2                     | 1.2U 2.2U                   | Ncup                        | Ncup Tour de l'Avenir       |
| 1    | 120             | 100                            | 60              | 50              | 20                          | 14                          | 7                           | 3                           | 12                          | 15                          |
| 2    | 50              | 40                             | 25              | 20              | 10                          | 5                           | 3                           | 1                           | 8                           | 9                           |
| 3    | 25              | 20                             | 10              | 8               | 5                           | 3                           | 1                           |                             | 4                           | 5                           |
| 4    | 15              | 12                             |                 |                 |                             |                             |                             |                             |                             |                             |
| 5    | 5               | 4                              |                 |                 |                             |                             |                             |                             |                             |                             |

Clasificaciones finales secundarias (Puntos y Montaña) en Grandes Vueltas
| Pos. | Tour de Francia | Giro de Italia Vuelta a España |
| ---- | --------------- | ------------------------------ |
| 1    | 120             | 100                            |
| 2    | 50              | 40                             |
| 3    | 25              | 20                             |

Portador de la camiseta del líder
|         | UCI WorldTour   | UCI WorldTour                  | UCI WorldTour   | UCI WorldTour   | Circuitos Continentales UCI | Circuitos Continentales UCI | Circuitos Continentales UCI | Circuitos Continentales UCI | Circuitos Continentales UCI | Circuitos Continentales UCI |
| Pos.    | Tour de Francia | Giro de Italia Vuelta a España | Eventos mayores | Eventos menores | UCI ProSeries               | 1.1 2.1                     | 1.2 2.2                     | 1.2U 2.2U                   | Ncup                        | Ncup Tour de l'Avenir       |
| Por día | 25              | 20                             | 10              | 8               | 5                           | 3                           | 1                           | 1                           | 1                           | 2                           |

Nota: Los puntos ganados en las etapas son sumados el último día de la prueba, cuando se actualizan los puntos de toda la carrera, y las etapas contrarreloj por equipos no dan puntos.

### Otros eventos
|       | Campeonato Mundial Juegos Olímpicos | Campeonato Mundial Juegos Olímpicos | Campeonato Mundial Sub-23 | Campeonato Mundial Sub-23 | Campeonatos Continentales | Campeonatos Continentales | Campeonatos Continentales Sub-23 | Campeonatos Continentales Sub-23 | Campeonatos nacionales | Campeonatos nacionales | Campeonatos nacionales | Campeonatos nacionales |
| Pos.  | Ruta                                | Contrarreloj                        | Ruta                      | Contrarreloj              | Ruta                      | Contrarreloj              | Ruta                             | Contrarreloj                     | Ruta-A                 | Contrarreloj-A         | Ruta-B                 | Contrarreloj-B         |
| 1     | 600                                 | 350                                 | 200                       | 125                       | 250                       | 70                        | 125                              | 50                               | 100                    | 50                     | 50                     | 25                     |
| 2     | 475                                 | 250                                 | 150                       | 85                        | 200                       | 55                        | 85                               | 30                               | 75                     | 30                     | 30                     | 15                     |
| 3     | 400                                 | 200                                 | 125                       | 70                        | 150                       | 40                        | 70                               | 20                               | 60                     | 20                     | 20                     | 10                     |
| 4     | 325                                 | 150                                 | 100                       | 60                        | 125                       | 30                        | 60                               | 15                               | 50                     | 15                     | 15                     | 5                      |
| 5     | 275                                 | 125                                 | 85                        | 50                        | 100                       | 25                        | 50                               | 10                               | 40                     | 10                     | 10                     | 3                      |
| 6     | 225                                 | 100                                 | 70                        | 40                        | 90                        | 20                        | 40                               | 5                                | 30                     | 5                      | 5                      |                        |
| 7     | 175                                 | 85                                  | 60                        | 35                        | 80                        | 15                        | 35                               | 3                                | 20                     | 3                      | 3                      |                        |
| 8     | 150                                 | 70                                  | 50                        | 30                        | 70                        | 10                        | 30                               |                                  |                        |                        |                        |                        |
| 9     | 125                                 | 60                                  | 40                        | 25                        | 60                        | 5                         | 25                               |                                  |                        |                        |                        |                        |
| 10    | 100                                 | 50                                  | 35                        | 15                        | 50                        | 3                         | 20                               |                                  |                        |                        |                        |                        |
| 11    | 85                                  | 40                                  | 30                        | 10                        | 40                        |                           |                                  |                                  |                        |                        |                        |                        |
| 12    | 70                                  | 30                                  | 25                        | 48                        | 35                        |                           |                                  |                                  |                        |                        |                        |                        |
| 13    | 60                                  | 25                                  | 20                        | 5                         | 30                        |                           |                                  |                                  |                        |                        |                        |                        |
| 14    | 50                                  | 20                                  | 15                        | 5                         | 25                        |                           |                                  |                                  |                        |                        |                        |                        |
| 15    | 40                                  | 15                                  | 10                        | 5                         | 20                        |                           |                                  |                                  |                        |                        |                        |                        |
| 16    | 35                                  | 10                                  | 5 (Pos 16-30)             | 3                         | 5                         |                           |                                  |                                  |                        |                        |                        |                        |
| 17    | 30                                  | 5                                   | 3 (Pos 31-40)             | 3                         | 5                         |                           |                                  |                                  |                        |                        |                        |                        |
| 18    | 30                                  | 5                                   |                           | 3                         | 5                         |                           |                                  |                                  |                        |                        |                        |                        |
| 19    | 30                                  | 5                                   |                           | 3                         | 5                         |                           |                                  |                                  |                        |                        |                        |                        |
| 20    | 30                                  | 5                                   |                           | 3                         | 5                         |                           |                                  |                                  |                        |                        |                        |                        |
| 21    | 30                                  |                                     |                           |                           |                           |                           |                                  |                                  |                        |                        |                        |                        |
| 22–31 | 20                                  |                                     |                           |                           |                           |                           |                                  |                                  |                        |                        |                        |                        |
| 32–50 | 10                                  |                                     |                           |                           |                           |                           |                                  |                                  |                        |                        |                        |                        |
| 51–55 | 5                                   |                                     |                           |                           |                           |                           |                                  |                                  |                        |                        |                        |                        |
| 56–60 | 3                                   |                                     |                           |                           |                           |                           |                                  |                                  |                        |                        |                        |                        |

Campeonatos mundiales de ciclismo contrarreloj por equipos
| Pos.  | Contrarreloj |
| ----- | ------------ |
| 1     | 500          |
| 2     | 400          |
| 3     | 325          |
| 4     | 275          |
| 5     | 225          |
| 6     | 175          |
| 7     | 150          |
| 8     | 125          |
| 9     | 100          |
| 10    | 85           |
| 11    | 70           |
| 12    | 60           |
| 13–15 | 50           |
| 16–20 | 30           |
| 21–25 | 25           |

Fuente: Modificaciones de los Reglamentos UCI a partir del 01.01.2019

## Clasificaciones actuales
Esta es la clasificación oficial del Ranking Mundial de la UCI:

### Individual
| Posición | Corredor     | Equipo | Puntos |
| -------- | ------------ | ------ | ------ |
| 1.º      | Bandera de ? |        |        |
| 2.º      | Bandera de ? |        |        |
| 3.º      | Bandera de ? |        |        |
| 4.º      | Bandera de ? |        |        |
| 5.º      | Bandera de ? |        |        |
| 6.º      | Bandera de ? |        |        |
| 7.º      | Bandera de ? |        |        |
| 8.º      | Bandera de ? |        |        |
| 9.º      | Bandera de ? |        |        |
| 10.º     | Bandera de ? |        |        |

### Países
| Posición | País         | Puntos |
| -------- | ------------ | ------ |
| 1.º      | Bandera de ? |        |
| 2.º      | Bandera de ? |        |
| 3.º      | Bandera de ? |        |
| 4.º      | Bandera de ? |        |
| 5.º      | Bandera de ? |        |
| 6.º      | Bandera de ? |        |
| 7.º      | Bandera de ? |        |
| 8.º      | Bandera de ? |        |
| 9.º      | Bandera de ? |        |
| 10.º     | Bandera de ? |        |

## Palmarés

### Masculino
| Año  | Individual         | Equipos               | Países  |
| ---- | ------------------ | --------------------- | ------- |
| 2016 | Peter Sagan        | No se entregó         | Francia |
| 2017 | Greg Van Avermaet  | Team Sky              | Bélgica |
| 2018 | Alejandro Valverde | No se entregó         | Bélgica |
| 2019 | Primož Roglič      | Deceuninck-Quick Step | Bélgica |
| 2020 | Primož Roglič      | Team Jumbo-Visma      | Francia |
| 2021 | Tadej Pogačar      | Deceuninck-Quick Step | Bélgica |
| 2022 | Tadej Pogačar      | Team Jumbo-Visma      | Bélgica |
| 2023 | Tadej Pogačar      | UAE Team Emirates     | Bélgica |
| 2024 | Tadej Pogačar      | UAE Team Emirates     | Bélgica |

### Femenino
| Año  | Individual           | Equipos                    | Países       |
| ---- | -------------------- | -------------------------- | ------------ |
| 2016 | Megan Guarnier       | No se entregó              | Países Bajos |
| 2017 | Annemiek van Vleuten | Boels Dolmans Cycling Team | Países Bajos |
| 2018 | Annemiek van Vleuten | Boels Dolmans Cycling Team | Países Bajos |
| 2019 | Lorena Wiebes        | Boels Dolmans Cycling Team | Países Bajos |
| 2020 | Anna van der Breggen | Trek-Segafredo Women       | Países Bajos |
| 2021 | Annemiek van Vleuten | Team SD Worx               | Países Bajos |
| 2022 | Annemiek van Vleuten | Team SD Worx               | Países Bajos |
| 2023 | Demi Vollering       | Team SD Worx               | Países Bajos |

## Palmarés individual por países

### Masculino
| País       | Victorias |
| ---------- | --------- |
| Eslovenia  | 6         |
| Eslovaquia | 1         |
| Bélgica    | 1         |
| España     | 1         |

### Femenino
| País           | Victorias |
| -------------- | --------- |
| Países Bajos   | 7         |
| Estados Unidos | 1         |

### Actualidad
Desde el año 2019 la UCI anunció una reforma en la organización del ranking del ciclismo en ruta masculino, donde el ranking UCI WorldTour desapareció y desde entonces solo aplica el UCI World Ranking. Esta clasificación tendrá en cuenta los resultados, ponderados en función de su importancia, de todas las competiciones profesionales del ciclismo de carretera. Véase UCI WorldTour y UCI WorldTour Femenino.